# Douglas Lake Airport
Douglas Lake Airport är en flygplats i Kanada.   Den ligger i Thompson-Nicola Regional District och provinsen British Columbia, i den södra delen av landet, 3 300 km väster om huvudstaden Ottawa. Douglas Lake Airport ligger 832 meter över havet.
Terrängen runt Douglas Lake Airport är huvudsakligen kuperad, men åt nordost är den platt. Douglas Lake Airport ligger nere i en dal. Trakten runt Douglas Lake Airport är nära nog obefolkad, med mindre än två invånare per kvadratkilometer.. 
Trakten runt Douglas Lake Airport består i huvudsak av gräsmarker.